# Привет, Билл!
«Привет, Билл!» (англ. Meet Bill) — американская комедия 2007 года с Аароном Экхартом и Джессикой Альба в главных ролях.

## Сюжет
Подкаблучник Билл однажды снял на видео измену жены с популярным телеведущим. С этого момента его жизнь повернулась на 180°. Билл разозлился и начал мстить. В прямом эфире он устроил скандал с любовником жены, благодаря чему стал известным на всю страну. Вдобавок ко всему Билл взял шефство над самоуверенным подростком, который вскоре сам начал давать советы своему опекуну.

## В ролях
| Актёр            | Роль          |
| ---------------- | ------------- |
| Аарон Экхарт     | Билл Андерсон |
| Логан Лерман     | подросток     |
| Джессика Альба   | Люси          |
| Элизабет Бэнкс   | Джесс         |
| Тимоти Олифант   | Чип           |
| Крейг Бирко      | сержант       |
| Мариса Куглан    | Лаура         |
| Кристен Уиг      | Джейн Уитмэн  |
| Джейсон Судейкис | Джим Уитмэн   |